# عبد المنعم تلحوق
عبد المنعم تلحوق (1913 - 26 أبريل 2004) هو عالمُ حشراتٍ وباحثٌ لبناني. يُعد مرجعًا متخصصًا في علم الحشرات، وأول عالم حشراتٍ لبناني. كان قد وضع عدة مؤلفات وأبحاث في هذا العلم، وترجم بعضها إلى الإنجليزية والفارسيَّة والألمانيَّة. كان أستاذًا فخريًا في علم الحشرات في كلية العلوم الزراعية والغذائية في الجامعة الأمريكية في بيروت.

## حياته
ولد عبد المنعم سليم ملحم تلحوق عام 1913 في مصر، والده هو الطبيب والسياسي سليم تلحوق (1871 - 1 نوفمبر 1953) ووالدته هي ميليا تلحوق. أمضى حياته في قرية عاليه بلبنان، وكان يعمل في بستان والده، كما كان قد ترك الدراسة في الجامعة ليعمل في مدرسة مؤسسة الشرق الأدنى الزراعية في البقاع. أكمل دراسته في سن 31 عامًا، حيث حصل على درجة البكالوريوس والماجستير في علم الأحياء من الجامعة الأمريكية في بيروت عام 1948 و1955 على الترتيب، ثم درجة الدكتوراة بامتياز من جامعة ميونخ عام 1960.
عمل لسنواتٍ عدة في وزارة الزراعة اللبنانيَّة والسوريَّة. أسس في عام 1952 مدرسة الزراعة بالتعاون مع سليم عبد المقصود، والتي تحولت لاحقًا إلى كلية العلوم الزراعية والغذائية، وكان قد ابتُعث إلى إيران لتمثيل المدرسة في الفترة ما بين 1953-1954، وأمضى عامًا بحثيًا (1956-1957) في المنطقة الشرقية بالسعوديَّة لمكافحة الآفات، وعمل خبيرًا مع وزارة الخارجية السعودية في الفترة ما بين 1976-1985. تقاعد من الجامعة الأمريكية في بيروت عام 1986، وكان قد عمل فيها منذ عام 1953، حتى سميَّ أستاذًا فخريًا عام 1988، واستمر بالتدريس طوعيًا حتى عام 1990. كان عضوًا في عددٍ من الجمعيات العلمية الأكاديمية العالمية المتخصصة بعلم الحشرات، وكان مستشارًا في المجلس الوطني للبحث العلمي في لبنان.
كرمُ بواسطة الحركة الثقافية في لبنان في 8 مارس/آذار 1988 ضمن مهرجان الكتاب اللبناني في أنطلياس، وكان قد عقد يومٌ تحت عنوان «يوم الدكتور تلحوق». كما كرمته الجامعة الأمريكية في بيروت مرتين، الأولى في يوليو/تموز 1998 والأخيرَّة في يونيو/حزيران 1999. حصل أيضًا على وسام المعارف من الدرجة الأولى ووسام الأرز الوطني من رتبة فارس.
يشار بأنه كان متزوجًا من رضا محمود تلحوق، ولديه منها ثلاث بنات.

## مؤلفاته
تشير المصادر بأنه كان قد اكتشف مئات الأنواع من الحشرات في لبنان وسوريا والمملكة العربية السعودية، ويقدر عددها بحوالي 550 نوع. كما سميَّ جنسٌ واحد واثني عشر نوعًا باسمه، ومنها:
- «Eriogaster pfeifferi talhouki»
- «Ochsenheimeria talhouki»
- «Glyphipterix talhouki»
- «Benderia talhouki»
- «Feliniopsis talhouki»
- «Lemonia peilei talhouki»
- «Nigilgia talhouki»
- «Synopseas talhouki»

وضع عبد المنعم عددًا من المؤلفات في علم الحشرات، ومنها أربعة كُتب عن حشرات الشرق الأوسط، وترجم بعضها إلى الإنجليزية والفارسيَّة والألمانيَّة. كما نشر 75 مقالًا في مجلاتٍ علميَّة محكمة متخصصة، وشارك في عددٍ من المؤتمرات العالميَّة وزار معاهد لحماية النباتات حول العالم. من هذه المؤلفات: «الحشرات التي تعتري القطن في سورية» عام 1951، «دور الحشرات في البيئة: تنوع العث في لبنان»، ونشر باللغة العربية عام 1996 وبالإنجليزية عام 1997، «الحشرات والعث الضارة بالمحاصيل في بلدان الشرق الأوسط»، «إسهام الحشرات في دورة الحياة: فراش الليل في لبنان»، والذي صدر عن اللجنة الوطنية اللبنانية للتربية والعلم والثقافة عام 1996.
كما تبرع بمجموعته التي تضم أكثر من 4000 نوع من الحشرات، والتي جمعها في الفترة ما بين 1930 وحتى 1998 إلى متحف التاريخ الطبيعي للجامعة الأمريكية في بيروت.

## وفاته
توفيَّ في قرية عاليه بتاريخ 26 أبريل/نيسان 2004 ميلاديًا الموافق 5 ربيع الأول 1425 هجريًا عن عمرٍ ناهز 91 عامًا.

## وصلات خارجيَّة
- "Abdul Monim Talhouk Collection, 1895-2007" [مجموعة عبد المنعم تلحوق، 1895-2007] (PDF). الجامعة الأمريكية في بيروت. 2023. مؤرشف من الأصل (PDF) في 2024-02-28. اطلع عليه بتاريخ 2024-06-01.